# ウラジーミル・グレボヴィチ (ペレヤスラヴリ公)
ウラジーミル・グレボヴィチ（ロシア語: Владимир Глебович、1157年 - 1187年4月18日）はペレヤスラヴリ公・キエフ大公グレプの子である。ペレヤスラヴリ公：1169年 - 1187年。

## 生涯
1169年、ウラジーミル大公アンドレイ・ボゴリュブスキー（ウラジーミルのおじにあたる。）のキエフ占拠の後、ペレヤスラヴリ公位にあったウラジーミルの父グレプはキエフ大公位を得た。ウラジーミルは父の代わりにペレヤスラヴリ公位に据えられた。1173年、ウラジーミルは、スモレンスク公家（ロスチスラフの息子たち）の公らに対する、アンドレイの遠征軍に参加したが、この遠征は失敗に終わった。1177年のコロクシャの会戦(ru)では、リャザン大公グレプと対峙するおじのフセヴォロドを助け、勝利に導いた。
1183年より、ポロヴェツ族に対する戦い(ru)に参加した。この年、キエフ大公スヴャトスラフ(ru)はポロヴェツ族に対する遠征軍として、自身の従兄弟のイーゴリを派遣し、ウラジーミルはスヴャトスラフの共同統治者であるオーヴルチ公リューリクによって派遣された。しかし、ウラジーミルとイーゴリの間には戦利品を巡って争いが生じた。ウラジーミルは自身の軍勢をイーゴリの領有するノヴゴロド・セヴェルスキー公国へ向け、これを強奪した。ポロヴェツ族に対しては、ルーシ諸公軍が勝利した1183年のオレリ川の戦い、1185年のホロル川の戦い(ru)に参加している。
一方、1185年のイーゴリのステップへの遠征（いわゆる『イーゴリ軍記』の題材となった遠征）の失敗の後、ポロヴェツ族のハン・コンチャークがペレヤスラヴリ公国へ侵略した。ウラジーミルは都市の防壁の前に軍勢を配備して迎え撃ったが、傷を負って城塞内に退いた。ポロヴェツ軍は包囲戦へと移行したが、それはキエフ大公スヴャトスラフ、オーヴルチ公リューリクに兵力の集中運用・攻勢を許すことになった。スヴャトスラフらがザルブからドニエプル川の強行渡河を行うと、コンチャークは包囲を解いて帰還した。
ウラジーミルは1187年に死亡した。ウラジーミルが死ぬと、ウラジーミルのおじのフセヴォロドによって、ヤロスラフがペレヤスラヴリ公位に据えられた。

## 妻子
妻はチェルニゴフ公ヤロスラフの娘（1180年結婚）。子に関する史料は残されていない。